# Busy Bee Starski
David Parker, conocido por su nombre artístico Busy Bee, es un rapero perteneciente a la old school.  Él es más conocido por sus batallas con el rapero Kool Moe Dee, una de las primeras en el mundo del rap. 
También participó en la película Wild Style (un clásico dentro del género), donde actuó como rapero de una fiesta.
Busy Bee continúa en activo hoy en día.

## Filmografía
- Wild Style

- Datos: Q1080807